# Azerbajdzjans flagga
Azerbajdzjans flagga är en trikolor med horisontella band i blått, rött och grönt.  Flaggan antogs i samband med självständigheten 1991. Proportionerna är 1:2.

## Symbolik
Det blå fältet står för Centralasiens turkfolk, det röda representerar det europeiska inflytandet i landet och det gröna fältet står för islam. Mitt på flaggan finns en vit stjärna och månskära. Månskäran är en traditionell symbol för islam, och anknyter till motsvarande symbol i den turkiska flaggan. Stjärnans åtta uddar representerar de åtta turkspråkiga folkgrupperna.

## Färger
| Färgmodell | Blå                   | Röd                   | Grön                  |
| ---------- | --------------------- | --------------------- | --------------------- |
| Pantone    | 306 C                 | Red 032 C             | 362 C                 |
| RGB        | 0, 181, 226 (#00b5e2) | 239, 51, 64 (#ef3340) | 80, 158, 47 (#509e2f) |

## Historik
Flaggan skapades för det självständiga Azerbajdzjan som existerade mellan 1918 och 1920, efter tsardömets kollaps. Flaggan hade då den vita halvmånen och stjärnan närmare den inre kanten. Den självständiga azerbajdzjanska republiken upphörde att existera när sovjetiska trupper invaderade i april 1920. Den gamla nationsflaggan återinfördes i en modifierad version efter Sovjetunionens fall.